# Vanhouttea lanata
Vanhouttea lanata är en tvåhjärtbladig växtart som beskrevs av Karl Fritsch. Vanhouttea lanata ingår i släktet Vanhouttea och familjen Gesneriaceae. Inga underarter finns listade i Catalogue of Life.